# Bruno Formigoni
Pour les articles homonymes, voir Formigoni.
Bruno Formigoni est un footballeur brésilien né le 18 avril 1990 à Sorocaba. Il évolue au poste de milieu défensif.

## Biographie
Bruno Formigoni joue au Brésil et au Japon.
Il participe au championnat du Brésil de deuxième division avec les clubs de Guaratinguetá et Bragantino (56 matchs, un but).